# St. Maria Magdalena (Obermauerbach)

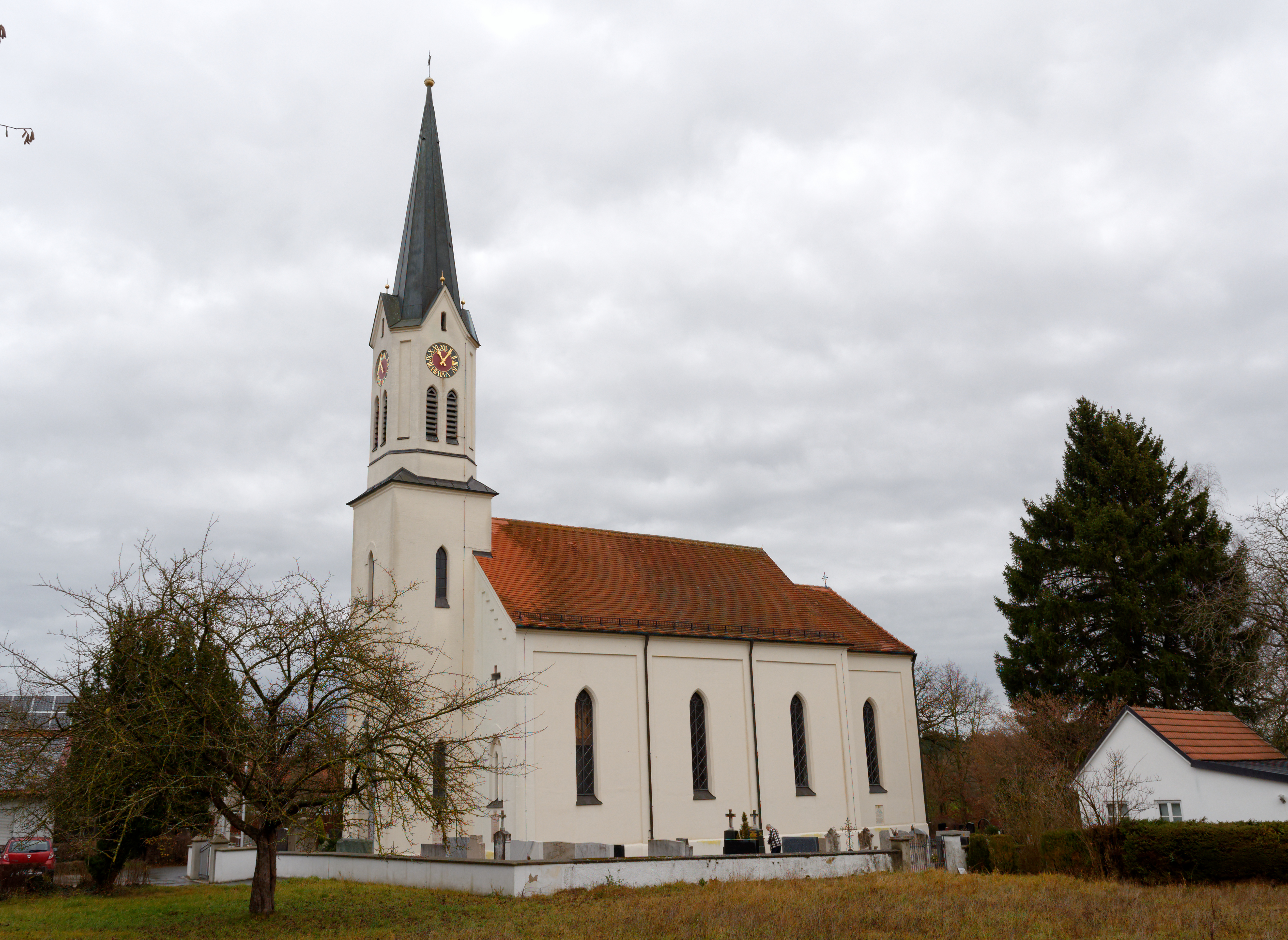
St. Maria Magdalena

Die römisch-katholische Pfarrkirche St. Maria Magdalena ist ein Baudenkmal in Obermauerbach bei Aichach.

## Geschichte
Der Bau des Kirchengebäudes wurde 1865 beschlossen. Durch eine Sammlung wurden 500 Gulden für den Bau erlöst. Das Gotteshaus wurde in den folgenden Jahren von Franz Xaver Baumeister errichtet und am 29. Juni 1875 von Pankratius von Dinkel geweiht. Seit 1945 wird die Pfarrei von der in Klingen mitbetreut. 1992 wurde die Kirche renoviert.

## Baubeschreibung
Bei der Kirche handelt es sich um einen neugotischen, flachgedeckten Saalbau mit eingezogenem, dreiseitig geschlossenem Chor. Der westliche Turm hat einen quadratischen Grundriss mit Oktogon und einem Spitzhelm zwischen Dreiecksgiebeln.

## Ausstattung

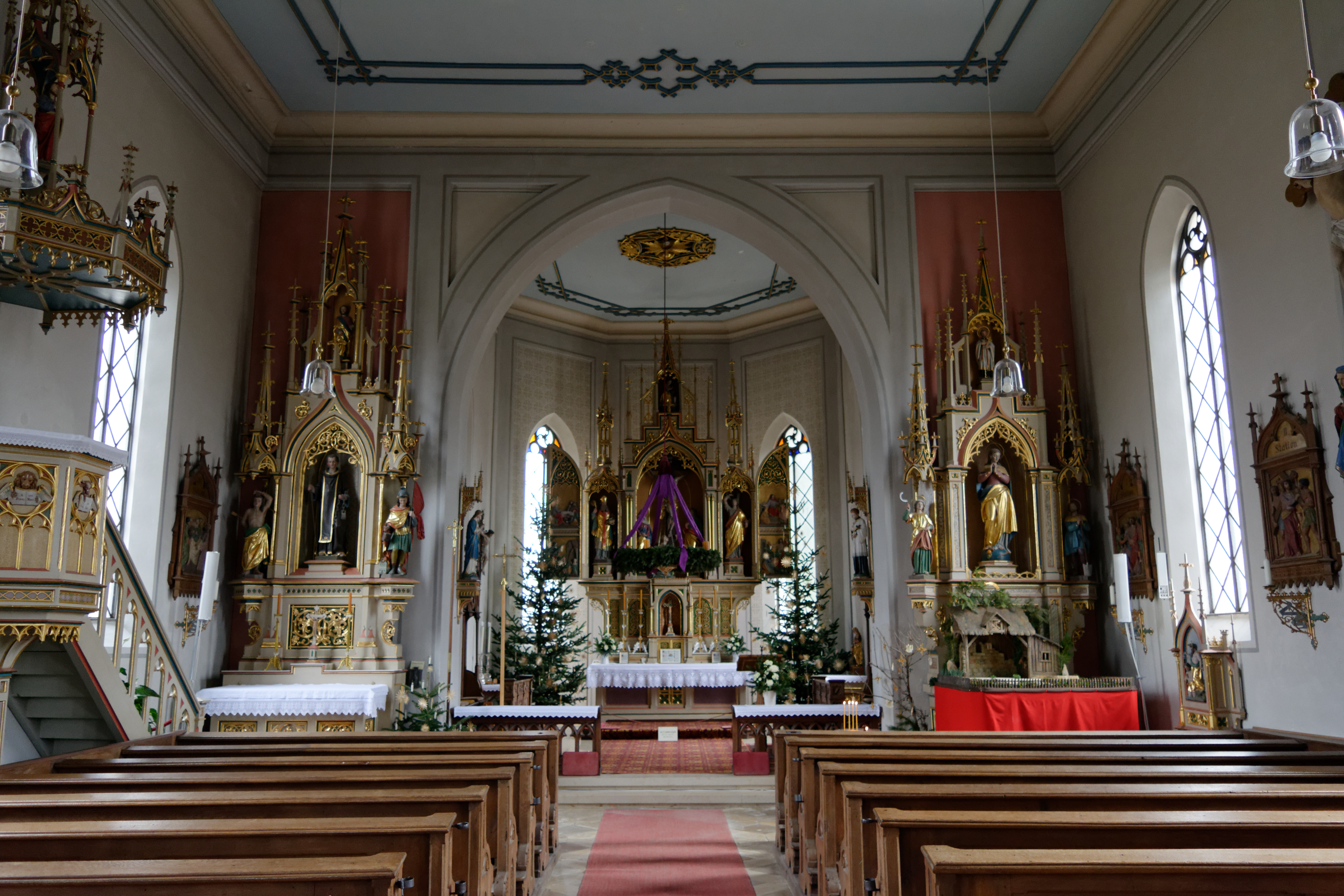
Innenraum

Die neugotische Ausstattung stammt aus der Erbauungszeit. Die drei Altäre, die Kanzel, das Chorgestühl und die Beichtstühle stammen von dem Aichacher Kunstschreiner Anton Schmid. Die Figuren stammen aus der Hand von Leopold Mutter. Die Gemälde an den Außenseiten der Hochaltarflügel (Christus erscheint der heiligen Margareta Maria Alacoque) aus dem Jahr 1893 sind von Anton Ranziger. Der Corpus des gekreuzigten Christus an der Westempore ist aus dem 15. Jahrhundert.